# Marzia Ubaldi
Marzia Ubaldi (Milano, 2 giugno 1938 – Narni, 21 ottobre 2023) è stata un'attrice e doppiatrice italiana.

## Biografia
Nata a Milano il 2 giugno 1938, negli anni sessanta iniziò la sua carriera al Piccolo Teatro di Milano nel ruolo della giovane protagonista della pièce La congiura, per la regia di Luigi Squarzina, iniziando da lì una brillante carriera di attrice teatrale, televisiva, cinematografica.
Nello stesso decennio intraprese anche una breve carriera come cantante, incidendo tra l'altro per la Karim; la Ubaldi incise la prima versione di La ballata dell'amore cieco, scritta per lei da Fabrizio De André.
Numerosissime le sue interpretazioni teatrali, fra le quali vanno ricordate Il gabbiano, Le tre sorelle, La donna serpente.
Interpretò diverse pellicole cinematografiche, come Il medico delle donne (1962), o Controsesso (1964) di Marco Ferreri.
In televisione prese parte a numerosi sceneggiati televisivi e fiction, da Giallo sera a Nero Wolfe e La coscienza di Zeno, da Professione fantasma a Incantesimo, a Elisa di Rivombrosa e L'allieva, o la sitcom 7 vite.
Fu doppiatrice di molte famose attrici straniere, come Judi Dench, Maggie Smith, Anne Bancroft, Gena Rowlands, Vanessa Redgrave, Jeanne Moreau.
Ha vinto il Nastro d'Argento come miglior doppiatrice nel 1989 per il film  Un'altra donna in cui ha doppiato Gena Rowlands.
Nel luglio 2012, vinse il premio "Leggio d'oro voce femminile dell'anno".
È morta a Narni il 21 ottobre 2023, all'età di 85 anni. I funerali si sono svolti il 23 ottobre nel santuario della Madonna del Ponte a Narni scalo.

## Vita privata
Tra il 1960 ed il 1967 fu sposata con l'attore Gastone Moschin, da cui ebbe una figlia, Emanuela. Con lui aveva fondato l'accademia di recitazione teatrale, televisiva e cinematografica Mumos, con sede a Terni, suo comune di residenza.

## Filmografia

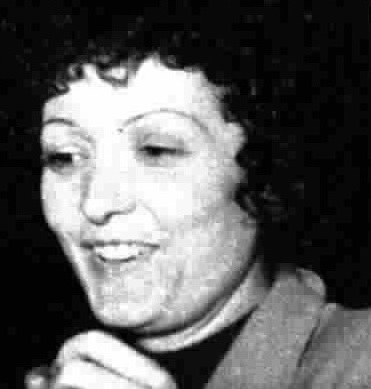
Marzia Ubaldi nel 1975

### Cinema
- Il medico delle donne, regia di Giorgio Simonelli (1962)
- Controsesso, regia di Franco Rossi, episodio Cocaina di domenica (1964)
- Una moglie giapponese?, regia di Gian Luigi Polidoro (1968)
- E cominciò il viaggio nella vertigine, regia di Toni De Gregorio (1974)
- La svastica nel ventre, regia di Mario Caiano (1977)
- L'assassino, speranza delle donne, regia di Giuseppe Gatt (1977)
- Farfalle, regia di Roberto Palmerini (1997)
- The House of Chicken, regia di Pietro Sussi (2001)
- Non c'è campo, regia di Federico Moccia (2017)
- Euforia, regia di Valeria Golino (2018)
- I predatori, regia di Pietro Castellitto (2020)

### Televisione
- La coscienza di Zeno, regia di Daniele D'Anza – sceneggiato TV, 2 episodi (1966)
- Nero Wolfe, regia di Giuliana Berlinguer – sceneggiato TV, episodio Circuito chiuso (1969)
- Una coccarda per il re, regia di Dante Guardamagna (1970)
- Un certo Harry Brent, regia di Leonardo Cortese – sceneggiato TV, 2 episodi (1970)
- E.S.P., regia di Daniele D'Anza sceneggiato TV, 2 episodi (1973)
- L'armadietto cinese, regia di Giacomo Colli (1975)
- Diagnosi, regia di Mario Caiano, episodio Il debutto (1975)
- L'uomo difficile, regia di Giancarlo Cobelli (1978)
- Nella città vampira. Drammi gotici, regia di Giorgio Bandini - miniserie TV, episodio Kaiserstrasse o del demone femminile (1978)
- Ricatto internazionale, regia di Dante Guardamagna, 3 episodi (1980)
- Arabella, regia di Salvatore Nocita, 4 episodi (1980)
- La pulce nell'orecchio, regia di Vito Molinari (1983)
- Aeroporto internazionale – serie TV, episodio L'adozione (1985)
- Investigatori d'Italia, regia di Paolo Poeti – miniserie TV (1987)
- Death Has a Bad Reputation, regia di Lawrence Gordon Clark (1990)
- Professione fantasma – serie TV (1998)
- Amare per vivere, regia di George Kaczender (1998)
- Valeria medico legale – serie TV, episodio Una rondine non fa primavera (2000)
- Incantesimo, regia di Alessandro Cane e Tomaso Sherman – soap opera (2003)
- Elisa di Rivombrosa – serie TV, 26 episodi (2003-2004)
- 7 vite, regia di Marco Limberti, Monica Massa, Franco Bertini e Fabio Sabbioni – sitcom, 23 episodi (2007-2009)
- I Cesaroni – serie TV, episodio 4x07 (2010)
- Questo nostro amore – serie TV (2012-2018)
- Casa e bottega (2013)
- Grand Hotel, regia di Luca Ribuoli – miniserie TV (2015)
- L'allieva – serie TV, 35 episodi (2016-2020)
- I nostri figli, regia di Andrea Porporati – film TV (2018)
- Suburra - La serie – serie Netflix (2020)
- Odio il Natale – serie Netflix (2022)
- Call My Agent - Italia – serie TV (2023-2024)

## Doppiaggio

### Film
- Judi Dench in La mia regina, Shakespeare in Love, Chocolat, Iris - Un amore vero, L'importanza di chiamarsi Ernest, Ladies in Lavender, Lady Henderson presenta, Nine, J. Edgar, Marigold Hotel, Marilyn, Philomena, Ritorno al Marigold Hotel, Vittoria e Abdul, La ragazza dei tulipani, Red Joan, Artemis Fowl, Belfast
- Maggie Smith in Il club delle prime mogli, Gosford Park, I sublimi segreti delle Ya-Ya sisters, Quartet, My Old Lady, The Lady in the Van, Un tè con le regine - Quattro attrici si raccontano
- Anne Bancroft in Amici, complici, amanti, Pozione d'amore, Gli anni dei ricordi, A casa per le vacanze, Soldato Jane
- Gena Rowlands in Un'altra donna, Pazze d'amore
- Rita Moreno in L'investigatore Marlowe
- Brenda Fricker in Mamma, ho riperso l'aereo: mi sono smarrito a New York
- Line Renaud in Giù al Nord
- Sheila Hancock in Il bambino con il pigiama a righe
- Margaret Tyzack in Match Point
- Viveca Lindfors in Un matrimonio
- Zoe Caldwell in Molto forte, incredibilmente vicino
- Roberta Maxwell in Hungry Hearts
- Elaine Stritch in Autumn in New York, Settembre, Quel mostro di suocera
- Faye Dunaway in La nave dei dannati,
- Joanne Woodward in Mr. & Mrs. Bridge
- Fernanda Montenegro in L'amore ai tempi del colera
- Ann Petersen in Pauline & Paulette
- Pietra Tornaindietro e Oca in Fantaghirò
- Linda Bassett in Calendar Girls

### Film d'animazione
- Moro in Princess Mononoke (primo doppiaggio)
- Oroku in Pom Poko
- Mamma Efelante in Winnie the Pooh e gli Efelanti
- Mama Gunda in Tarzan 2
- Sig.ra Dilber in A Christmas Carol
- Signora Henscher in ParaNorman
- La Super Capo in Milo su Marte

### Serie tv
- Fernanda Montenegro in Terra nostra 2 - La speranza
- Brenda Vaccaro in Friends
- Della Reese ne Il tocco di un angelo

## Discografia parziale

### 45 giri
- 1966 – La città sulla collina/La ballata dell'amore cieco (o della vanità) (Karim, KN KN 211)
- 1966 – Amore senza luce/Ancora un poco (Karim, KN KN 212)